# Eugenia monteverdensis
Eugenia monteverdensis là một loài thực vật có hoa trong Họ Đào kim nương. Loài này được Barrie mô tả khoa học đầu tiên năm 2005.